# Henryk IV (hrabia Holsztynu)
Henryk IV (ur. w 1397 r., zm. 28 maja 1427 r. pod Flensburgiem) – hrabia Holsztynu i książę Szlezwika od 1404 r.

## Życiorys
Henryk był najstarszym synem hrabiego Holsztynu i księcia Szlezwika Gerarda VI. Jego matką była Elżbieta, córka księcia Brunszwiku i Lüneburga Magnusa II. W 1404 r., gdy Henryk miał zaledwie kilka lat, jego ojciec zginął podczas walk z mieszkańcami Dithmarschen. 
Wówczas Henryk IV został oddany na wychowanie potężnej królowej duńskiej Małgorzacie I. Ona też sprawowała w jego imieniu regencję. W jej efekcie części Szlezwika z Flensburgiem przeszły w ręce korony duńskiej. Wówczas matka wezwała Henryka z powrotem do ojcowizny, rządy opiekuńcze oddano bratu matki, Henrykowi I brunszwicko-lüneburskiemu. Wybuchła długotrwała wojna o Szlezwik z Duńczykami. W jej trakcie, w 1413 r. Henryk rozpoczął samodzielne rządy. Toczył wojnę ze zmiennym szczęściem, szukał poparcia cesarskiego i papieskiego, wspierały go północnoniemieckie miasta. Zginął podczas próby zdobycia Flensburga. Ponieważ zmarł bezpotomnie, jego następcą został jego młodszy brat Adolf VIII.